# Тинол
Тинолът (от немски: Tinol) е нискотопим (мек) припой под формата тръбичка, в която е поставен пастообразен флюс. Използва се при спояване на метали. В България и някои други страни думата е дошла от немска търговска марка припои, използвана в миналото. Има данни и за използването на пасти за спояване, състоящи се от прахообразен метал и флюс. В немския Общ технически лексикон (на немски: Lexikon der gesamten Technik (том 6 от 1908 г.) се описват търговски продукти с имената Tinol, Fludor и други, при които металът е под формата на пръчка с вложен в него флюс или смесени прахообразен метал и флюс. Основната цел е подобряване на удобството на работа.
Тинолът се използва при работа с поялник, главно при ръчни и полуавтоматични процеси на спояване. Предимството на този тип припои е, че е възможно директно свързване на спояваните части, без допълнително използване на флюс.
Химичният състав и формите, в които се произвеждат меките припои, се определят от въведения и в България международен стандарт БДС EN ISO 9453:2014 Спояване с мек припой. Химичен състав и форми.
Понякога тинол се нарича и припой под формата на плътна жица.
Тинолите се различават основно по състава си, диаметъра на жицата и вида на флюса.